# 귀 없는 호이치

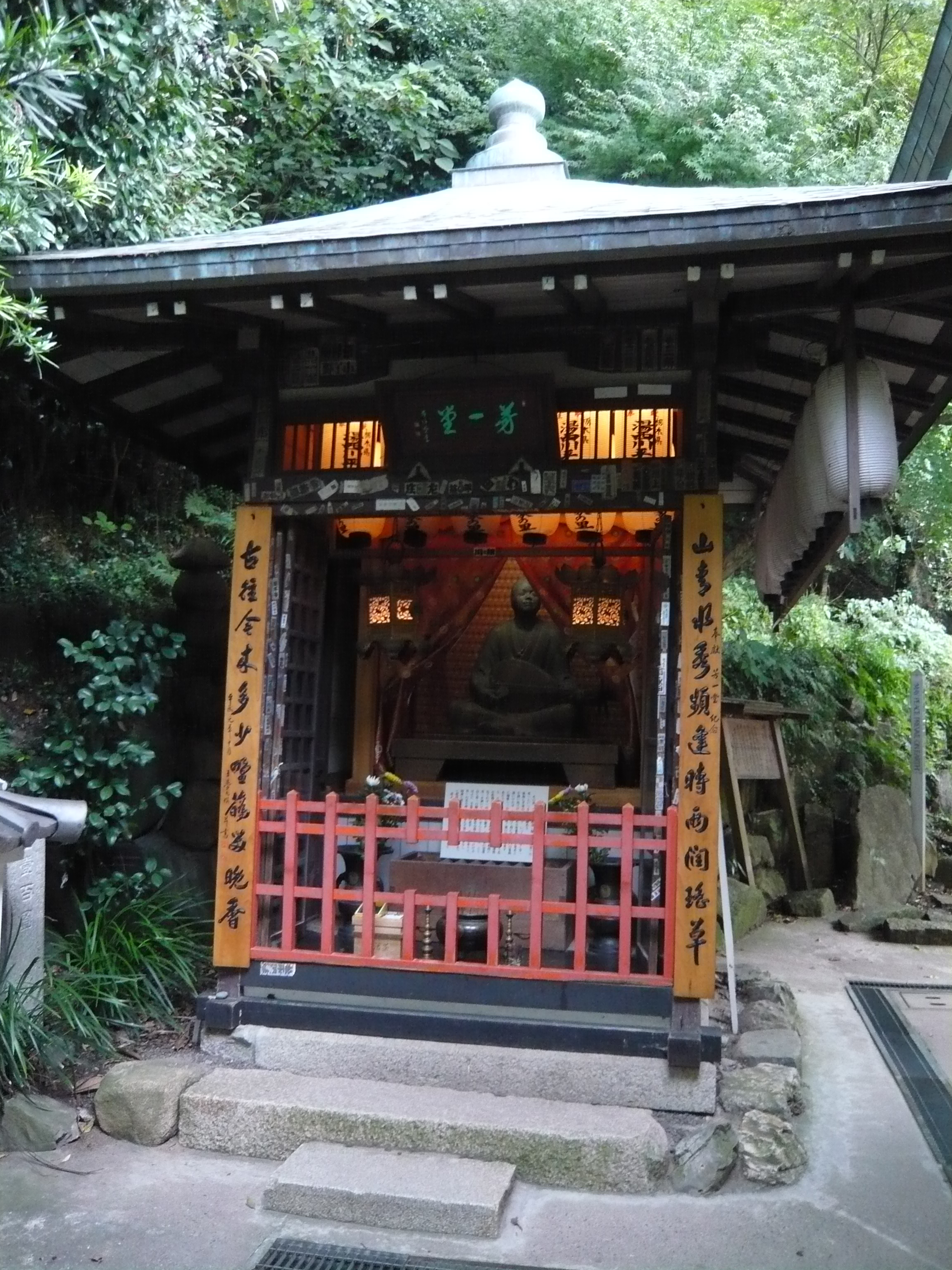
아카마 신궁에 있는 호이치당

귀 없는 호이치(일본어: 耳なし芳一 미미나시호이치[*])는 안토쿠 천황과 헤이시 가문을 모신 아미타불 사원(현재 아카마 신궁, 야마구치현 시모노세키시)을 무대로 한 이야기, 괴담이다.

## 같이 보기
- 괴담 (1965년 영화)
- 일본 신화
- 반야심경